# Alejandro Ogloblin
Prof. Dr. Alejandro A. Ogloblin (translitera al cirílico Алехандро Оглоблин) (29 de julio de 1891, Samarcanda, Uzbekistán, entonces Imperio Ruso - 18 de septiembre de 1967, Buenos Aires) fue un zoólogo y entomólogo argentino de origen ruso. Era militar, y los acontecimientos políticos de su país lo hicieron emigrar a Checoeslovaquia, donde en la Universidad de Praga se doctoró en zoología.
En 1928, se trasladó a Buenos Aires, y en 1937 fue designado profesor adjunto de zoología, en la UBA. Fue investigador entomólogo en la Estación Experimental de Loreto, en la provincia de Misiones
También desarrolló una extraordinaria acción científica, en la década de 1930, en el "Instituto de Investigaciones sobre la langosta", en José C. Paz, Gran Buenos Aires

## Algunas publicaciones
- alejandro Ogloblin. 1943. Reacciones patológicas de los acridios atacados por "Aspergillus parasiticus. RAA 10 (3): 256-67

### Libros
- alejandro Ogloblin. 1949. Un nuevo género de Mymaridae de la región neotrópica. Editor Olivieri & Domínguez, 365 pp.

- ------------------------. 1948. Descripción de dos géneros nuevos de Paracolletini argentinos: (Colletidae, Apoidea, Hymenoptera). Editor Olivieri & Domínguez, 182 pp.

- ------------------------. 1943. Nota sinonímica sobre un presunto acridio chileno. 149 pp.

## Honores
Miembro de
- Asociación Argentina para el Progreso de las Ciencias, y su presidente en 1950[4]
- Asociación Argentina de Ciencias Naturales[5]

### Epónimos
En su honor se lo nombra en:
Género
- Oglobinia de la familia Gonyleptidae

Especies

## Vida privada
Se instaló con su familia en la calle Formosa 1.275 (y luego en Lafinur 168), Bella Vista, Gran Buenos Aires

## Abreviatura (zoología)
La abreviatura Ogloblin  se emplea para indicar a Alejandro Ogloblin como autoridad en la descripción y taxonomía en zoología.

Y se casó con Valentina Ogloblin (fecha de nacimiento 6/8) y tuvieron 2 hijos, Demetrio Ogloblin y Natalia Ogloblin.